# 삭시톡신
삭시톡신(영어: Saxitoxin, STX)은 강력한 신경독으로 마비성 패류독소로도 잘 알려져 있다. 일반적으로 유해조류에 오염된 패류를 사람이 섭취했을 때 마비성 패류독소 식중독을 일으키는 원인이다.

## 이름의 유래
삭시톡신은 1957년 Schantz 등이 개조개의 일종인 버터 클램(영어: Butter clam, 학명: Saxidomus gigantea)의 수관에서 처음 분리했다. 이 종의 속명인 "Saxidomus"와 독소를 뜻하는 영어 단어 "Toxin"에서 명명했다. 삭시톡신은 패류가 아닌 원생생물, 조류, 시아노박테리아(남세균)에서 생성되는 구조적으로 비슷한 독소를 모두 일컬어 뜻하기도 한다. 이러한 삭시톡신 그룹에 포함되는 독소로는 삭시톡신(STX), 네오삭시톡신(neosaxitoxin NeoSTX), 고니오톡신(gonyautoxins GTX), 데카르바모일삭시톡신(decarbamoylsaxitoxin dcSTX) 등으로 총 50가지의 유사체(영어: analoges)들이 있다.

## 근원
삭시톡신은 해수 와편모충류의 일종인 Alexandrium spp., Gymnodinium spp., Pyrodinium spp. 등이나 담수 시아노박테리아, Anabaena spp., Aphanizomenon spp., Cylindrospermopsis spp. 등이 생산한다. 이런 플랑크톤들을 먹이로 하는 연체동물(복족류, 이매패류 등)이나 갑각류, 극피동물 등이 먹이활동을 하면서 축적된다.

## 작용기전
삭시톡신은 전압 개폐 나트륨 이온 통로에 특이적, 가역적으로 반응하는 신경독이다. 강력한 자연독 중 하나로 신경 세포의 나트륨 통로에 반응하여 정상적인 기능을 저해하고 마비를 일으킨다. 삭시톡신은 나트륨 통로 단백질의 구멍에 가역적으로 결합한다. 나트륨 통로의 구멍에 삭시톡신이 결합하면 통로가 열리지 못하게 막고 나트륨 이온이 세포막 안으로 들어오는 것을 막는다. 이는 신경 세포가 신호를 전달하는 역할을 수행하지 못하게 하고 해당하는 신경이 작용하는 몸의 기능이 차단되고 결과적으로 마비를 일으킨다.

## 식중독
삭시톡신이 축적된 조개 등을 사람이 섭취하게 되면 마비성 패류독소 식중독(영어: paralytic shellfish poisoning, PSP)을 일으킨다. 삭시톡신에 오염된 해산물을 섭취하면 구강 점막에서부터 독소가 흡수되어 수 분 이내에 입과 입술, 혀에 감각이 없어지고 마비되기 시작한다. 이후 독소는 짧은 시간 안에 혈액으로 침투하여 뇌를 포함한 온 몸의 장기로 퍼져나간다.

## 생화학 무기로서 이용
삭시톡신은 극히 낮은 LD50 값을 가지고 있어 무기화에 대한 논의가 있었다. 과거 미군에 의해 화학무기로 개발되었고, 군사적 이용을 고려하는 단계까지 논의되었다. 삭시톡신은 공개적인 군사적 임무 뿐만 아니라 CIA의 비밀 임무도 염두에 두고 개발된 것으로 알려져 있다. 개발된 무기 비축분 중에는 삭시톡신이나 보툴리늄 독소 혹은 둘 다의 혼합물이 발려 있는 탄약이 있다.
1969년 미국의 리처드 닉슨 대통령이 생물전을 금지하면서 삭시톡신이 포함된 미국 내 무기들은 폐기되었고 관련 무기의 개발 또한 중지되었다. 그러나 1975년 CIA는 닉슨의 명령에도 불구하고 소량의 삭시톡신과 코브라 독을 보유하고 있었다고 보고 했고 이후 폐기되거나 연구자들에게 분배되었다.
삭시톡신은 화학 무기 금지 협약의 목록 1 화학물질로 관리되고 있다.